# イナラブの戦い
イナラブの戦い（イナラブのたたかい、フランス語：Combat d'In Arab）は、マリ北部紛争中、ブーレム圏ブーレムとアネフィフ間にてアザワド解放民族運動（MNLA）とイスラム原理主義過激派との間で発生した戦闘。

## 経過
2013年3月30日、ティミタレナ（Timitrene）の北西にあるイナラブ（In Arab）でMNLAとイスラム聖戦士血盟団が衝突する。キダルに居るMNLAの声明によると戦闘は前日午後に発生したテグブービネヌの戦いに続いて起きている。イスラム武装勢力はアブー・ハク・ユヌス（Abou Haq Younousse）を長に指揮されておりこのグループを壊滅させる。29日から30日の戦闘でイスラム戦闘員は17人が死亡し、ピックアップトラック4台を破壊している。MNLA側は5人が死亡し4人が負傷したとしている。。